# 소화제2
《소화제2》는 KBS 창원방송총국에서 자체적으로 제작·방영하는 프로그램으로, 기존 《소화제》 프로그램의 시즌2 성격의 프로그램이다.
이 프로그램은 전국 단위의 프로그램은 아니며, 경남 지역에서만 방송된다.

## 출연자
- 심인보 아나운서 (남)